# Colchicum tunicatum
Colchicum tunicatum är en tidlöseväxtart som beskrevs av Naomi Feinbrun. Colchicum tunicatum ingår i släktet tidlösor, och familjen tidlöseväxter. Inga underarter finns listade i Catalogue of Life.

## Bildgalleri

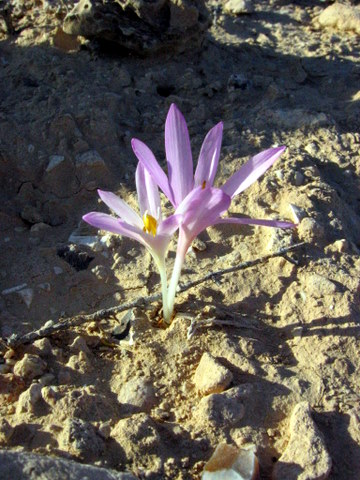